# غاري جونز (سياسي أمريكي)
غاري جونز (بالإنجليزية: Gary Jones)‏ هو سياسي أمريكي، ولد في 1955 في فورت سيل ‏ في الولايات المتحدة. نشط حزبياً في الحزب الجمهوري.